# پیترز (تگزاس)
پیترز (به انگلیسی: Peters) یک منطقهٔ مسکونی در ایالات متحده آمریکا است که در شهرستان آستین، تگزاس واقع شده‌است. پیترز ۵۱٫۵۱ متر بالاتر از سطح دریا واقع شده‌است.